# بيركيش
بيركيش هي قرية تقع في إقليم أراد في رومانيا. تبعد عن أراد 81 كم.

## السكان
حسب إحصائيات 2002 بلغ عدد سكان القرية 2,044 نسمة.